# 政治廣告
政治广告主要指在民主国家政党的一种宣传手段。

## 起源
商品化主要是指透過產業與廣告的影響，製造出物質與象徵的產品，並將它們轉變成可銷售的商品，以便進入正式的市場經濟。商品化也指這些物質與象徵的產品所包含的意識型態，它為這些產品設下定義，並表達出社會的支配性價值與觀念。因此，商品化可以視為將非商品轉變成商品的過程，亦即將原本不屬於經濟領域的事物加上商業價值。
所以，如果加入Bourdillard的概念來看，政治人物也就必須把自己變成一種符號，才能被消費，才能得到選票。因此，在商品化的過程中，政治人物必須利用廣告與市場能有效建立一種意象（image）的引誘，創造出象徵性的人格，並幫這些人格設下定義，達到人格商品化的目的。因此，政治廣告在候選人商品化的過程中扮演很重要的角色。

## 定义
Kaid(1986)為政治廣告下了一個定義：在一般狀況之下是由一個候選人或政黨買下或選擇各類機會，透過大眾媒體將企圖想要影響選民認知、態度，以及行為之政訊息傳佈出去，因此政治廣告可被視為一種傳播的過程。另外，Denton和Woodsard(1985)認為政治廣告有七大功能：
1. 建立名字的認識;
2. 使選民對候選人產生興趣;
3. 認別主要政見並建構公眾辯論的問題;
4. 展現候選人才華;
5. 提供支持候選人的動力;
6. 刺激民眾參與;
7. 提供娛樂。

## 相关实例

### 美国
美國在研究政治廣告時多著重於競選廣告，因為一般來說，美國的政治廣告就是競選廣告；

### 台湾
但就台灣來說，政治廣告的涉及層面較廣，不單純只是競選廣告而已。根據鄭自隆(1995)的整理，在台灣含有政治訊息的政治廣告或政治傳　播至少有四種形式：
- 政令宣導：其廣告主為政府單位，主要訊息內容包括政令宣導、意識型態的灌輸和間接暗示投票支持等。
- 意識型態宣揚：廣告主可能是政府、政黨、其他政治性團體或個人，訊息內容首重宣揚特定意識型態，亦可能涉及個人崇拜的訊息和間接暗示投票支持。
- 形象廣告：政府、政黨、其他政治性團體或政治人物都要進行形象塑造，所以和前二項廣告類型一樣並無特定的廣告期間，只要有需要時，該類型的廣告便可能出現。
- 競選廣告：在選舉期間，參加舉戰的政黨和候選人，甚至其支持者都有可能成為競選廣告的廣告主，其目的當然是促使當選的可能。

根據孫秀蕙和馮建三(1998)對台灣政治環境的觀察，在工商活動較不發達的年代，政府廣告往往舉足輕重，如1950年代初期的台灣媒體廣告多是以政府公告為主；但隨著年代的演變，今時的政治廣告則是演變為政策或政治人物的形象包裝為主。
鄭自隆(2004)指出學者Perloff(1999)審視美國兩百年來的總統選舉，將其劃分成菁英政治、民眾政治及商品化政治三階段；其也認為台灣近五十年來的政治傳播也可以看出這三階段，並用對政治廣告的觀察來解釋這三階段的演變(鄭自隆，2004)。
- 菁英政治時期（1945至1969年）：即威權時期，在該階段的台灣政治廣告大部分著重於政府機的政令宣導或意識型態宣揚，甚至當時的教育機構也加入政治社會化的行列，倡導政府形象及政黨中心的思想。
- 民眾政治時期（1970至1988年）：當時的媒體情況呈現二元對立的態勢，當時的三台兩報（台、中、華視及中時、聯合）的經營哲學是基於當時黨國一體的政治文化，為政府做形象上的包裝和塑造。在此階段因自立晚報的出現，讓台灣的黨外力量和社會運動漸開始凝聚力量，但因當時的社會氛圍、政治資源的分配、媒體資源的僵固，所以仍無法產生撼動黨國制度的力量。但1987年解嚴、1988年開放報禁後，台灣的政治生態將進入另一個階段。此階段的政治廣告因選罷法尚未容許當時的三項公職人員選舉候選人或政黨使用印刷媒體刊登廣告，而電子媒體仍受控於黨國機器的手中，因此，政治廣告大部分仍是著重於政府機的政令宣導或意識型態宣揚。
- 商品化政治時期(1989至今)：1989年修訂選罷法後，三項公職人員選舉候選人或政黨開始可以使用印刷媒體刊登廣告，1990年終止動員戡亂時期、臨時條款廢止，政治廣告在民主化的歷程中逐漸轉型，不但開始朝多元化發展，也可以加入商業化的思考模式。